# Rudawa (gromada w powiecie chrzanowskim)
Rudawa – dawna gromada, czyli najmniejsza jednostka podziału terytorialnego Polskiej Rzeczypospolitej Ludowej w latach 1954–1972.
Gromady, z gromadzkimi radami narodowymi (GRN) jako organami władzy najniższego stopnia na wsi, funkcjonowały od reformy reorganizującej administrację wiejską przeprowadzonej jesienią 1954 do momentu ich zniesienia z dniem 1 stycznia 1973, tym samym wypierając organizację gminną w latach 1954–1972.
Gromadę Rudawa z siedzibą GRN w Rudawie utworzono – jako jedną z 8759 gromad na obszarze Polski – w powiecie chrzanowskim w woj. krakowskim, na mocy uchwały nr 20/IV/54 WRN w Krakowie z dnia 6 października 1954. W skład jednostki weszły obszary dotychczasowych gromad Niegoszowice, Nielepice, Radwanowice, Brzezinka, Pisary i Rudawa ze zniesionej gminy Krzeszowice w tymże powiecie, oraz obszar dotychczasowej gromady Brzoskwinia ze zniesionej gminy Liszki w powiecie krakowskim. Dla gromady ustalono 27 członków gromadzkiej rady narodowej.
30 czerwca 1960 do gromady Rudawa przyłączono wieś Młynka ze znoszonej gromady Nawojowa Góra.
Gromada przetrwała do końca 1972 roku, czyli do kolejnej reformy gminnej. 1 stycznia 1973 utworzono gminę Rudawa.